# Herrschaft Ardey

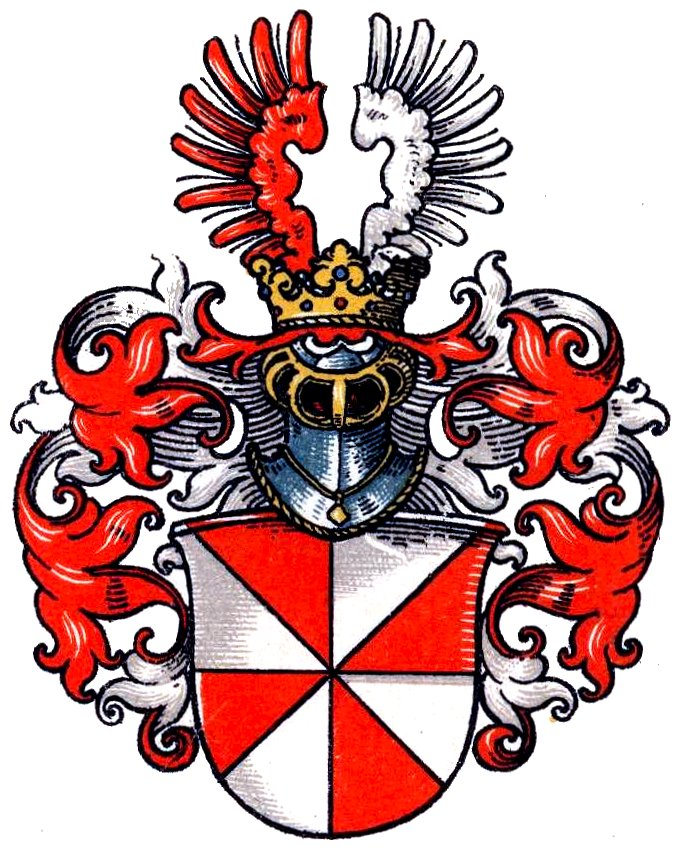
Stammwappen derer von Ardey

Die Herrschaft Ardey war ein historisches Territorium im heutigen Kreis Unna zwischen Haarstrang und Ruhr. Die Edelherren von Ardey waren Lehnsmänner des Erzbischofs von Köln, aber auch die Arnsberger Grafen betrachteten sich als Oberherren. Das Geschlecht der Ardey starb bereits im 14. Jahrhundert aus. 

## Besitz
Der Stammsitz war die Burg Ardey auf einer Erhebung des Haarstrangs zwischen Dellwig und dem Kloster Fröndenberg. Vom Schloss sind nur wenige Mauerreste erhalten. 
Die Herrschaft Ardey umfasste im Wesentlichen die Kirchspiele Dellwig, Fröndenberg, Bausenhagen und Frömern nördlich der Ruhr. 
Daneben hatten die Edelherren umfangreichen Besitz in anderen Gebieten, insbesondere in der Grafschaft Arnsberg. Dazu zählten Besitzungen teilweise in Gemengelage mit den Edelherren von Rüdenberg in der Nähe von Arnsberg. Diese Besitzungen und Gerechtsame bestanden aus Kirchen, Haupthöfen, Herrenhäusern, Fischereirechten, Zehnten, Renten, Freistühlen und anderem mehr. Auch im Bereich rund um Arnsberg insbesondere in Wicheln, Hüsten, Neheim, Ober- und Niedereimer, Herdringen, Bruchhausen, Reigern, Müschede und einer Reihe weiterer Orte hatten die Edelherren viele Ministeriale und Vasallen. Der Kern dieses Besitzes in der Grafschaft Arnsberg war die Curtis Wicion. Dieser war ursprünglich im Besitz der Grafen von Werl und ging später an den Erzbischof von Köln, der diesen an die Vorfahren der Edelherren von Rüdenburg und Ardey als Lehen vergab. 
Darüber hinaus besaßen die Edelherren durch Heirat seit dem 13. Jahrhundert auch einige Besitzungen im Münsterland. 
Abgesehen von den münsterschen Gütern war der Rest des Besitzes im Wesentlichen Lehen der Kölner Kirche. Dagegen lag die hohe und niedere Gerichtsbarkeit bei den Grafen zu Arnsberg. Diese sahen die Vogteien der Edelherren von Ardey als einen nur delegierten Teil ihrer königlichen Stellvertreterfunktion an und betrachteten sich daher als die eigentlichen Oberherren der Herrschaft Ardey. Auch die aufstrebenden Grafen von der Mark versuchten, Einfluss auf die Besitzungen der Ardeyer zu nehmen.

## Geschichte
Über die frühe Geschichte der Familie haben die Chronisten früherer Jahrhunderte zahlreiche Spekulationen angestellt. Nicht nachweisbar ist etwa, dass es sich um eine Grafenfamilie handelt, die bis ins 7. Jahrhundert zurückreicht.
Der erste aus Quellen bekannte Vertreter des Geschlechts war Boland von Ardey um 1130. Um 1150 gaben dessen Witwe Wiltrudis und der Sohn Eathard den Grenzbesitz und die Burg Scheda zur Errichtung des Prämonstratenserklosters Scheda ab. Die Familie hatte über das Kloster die Vogteirechte und die Kirche wurde ihre Grablege. Eathard wurde später Laienbruder in Scheda. Auch sein Halbbruder Rathardt ging in den geistlichen Stand ein. 
Eine jüngere Linie der Herren von Ardey stammte vermutlich von dem Edelherr Hermann von Rüdenberg und Wiltrudis 2Ehe ab. Sie hatten zwei Söhne Rabado und Rathardt. Rabado erbte von der Mutter Güter im Dorf Mark. Nannte sich auch Rabado von der Mark. Er verkaufte die Güter an den Erzbischof, bekam als Afterlehen Wiclon. Seine Töchter Luigart und Wiltraut heirateten Jonatan und Eberhard von Wiclon. 1170 endete die Rüdenberger-Linie und starb mit Rabado im Mannesstamm aus.
Eberhard von Ardey, der sich anfangs noch von Wiclon nannte, erscheint in den Quellen erstmals 1177. In den folgenden Jahrzehnten erschien er als Zeuge in Urkunden der Grafen von Arnsberg, der Erzbischöfe von Köln und anderer Herren. Im Jahr 1190 schenkte Eberhard dem Kloster Wedinghausen den Zehnten einer seiner Besitzungen. Im Jahr 1202 war Eberhard nicht mehr am Leben, wie eine Urkunde zur Schenkung eines Haupthofes und dreier Bauernhöfe mit Genehmigung des Kölner Erzbischofs als Lehnsherr an das Kloster Scheda nahelegt.
Nachfolger wurde der Bruder Jonathan I. von Ardey. Seit 1195 tauchte dieser in Urkunden neben seinem Bruder auf. Nach dessen Tod tauchte auch Jonathan in verschiedenen Rechtsakten als Zeuge auf. Im Jahr 1215 gab es das Patronatsrecht der Kirche in Mengede, das ein Lehen der Kölner Kirche war, auf. Auf Jonathans Wunsch wurde das Patronat dem Kloster Scheda übereignet. Im Jahr 1221 verzichtete er auf Lehngut bei Uentrop zu Gunsten des Klosters Wedinghausen. Gestorben ist er vermutlich 1254. 
Nachfolger wurde sein Sohn Jonathan II. dessen Ehe kinderlos blieb und sich nach dem Tod seiner Frau zurückzog. Sein Bruder Wilhelm I. stellte 1277 erstmals eine Urkunde aus. Im Jahr 1289 verkaufte er an Graf Ludwig von Arnsberg seinen Hof in Hüsten. Ein Jahr später übertrug er das Kloster Scheda sowie die Kirche von Hüsten dem Arnsberger Grafen, diese war dem Kloster zuvor von Wilhelm geschenkt worden. Im Jahr 1310 veräußert er Gut Wildshausen. Auch in den folgenden Jahren kam es zu weiteren Schenkungen und Verkäufen. Wilhelm I. ist um 1318 gestorben. Durch seine Verkäufe wurde die Bedeutung der Edelherren von Ardey stark verringert. 
Nachfolger wurde der Sohn Wilhelm II. von Ardey, der erstmals 1282 urkundlich erwähnt wird. Nach dem Tod seines Vaters nannte er sich in einer Urkunde von 1318 vir nobilis. Danach fehlen jegliche Nachrichten über das Geschlecht. Ein Großteil der Besitzungen in der Nähe von Arnsberg fiel an die Grafen von Arnsberg. Aus dem unterschiedlichen Rechtsanspruch über den Kernbereich der Herrschaft kam es zu Konflikten zwischen Graf Gottfried IV. und Erzbischof Wilhelm, die 1354 mit einem Vergleich endete, der praktisch den Verzicht der Arnsberger Ansprüche bedeutete. Der Besitz fiel an die Grafschaft Mark.

## Wappen
Der Wappenschild ist von Silber und Rot achtmal geständert. Auf dem gekrönten Helm mit rot–silbernen Decken ein rot–silberner Flug.